# Светомир Младеновић Света
Светомир Младеновић Света (Сараорци, код Смедерева, 1. мај 1916 — Тулеж, код Аранђеловца, 22. фебруар 1942) био је учесник Народноослободилачке борбе и народни херој Југославије.

## Биографија
Рођен је 1. маја 1916. године у селу Сараорци, код Смедерева. Потицао је из многочлане породице, његови родитељи — отац Милан и мајка Јелица имали су још четворо деце — синове Танасија Тасу, Андреја Андру и Петра Перу, као и ћерку Радмилу Раду. Његов отац је био кафеџија, а Света је своје рано детињство провео у очевој родној кући на обали Језаве.
Основну школу завршио у родном селу, 1927. године. Потом је учио гимназију у Смедереву, где је једно време живела његова читава породица. После завршетка нижих разреда гимназије уписао је Железничку саобраћајну школу. Још као ученик гиманзије, под утицајем старијег брата Тасе, прикључио се омладинском револуционаром покрету. Убрзо његова браћа и он постају једни од вође револуционарне омладине - окупљали су младе, организовали кружоке и проучавали марксиситичку и другу револцуионарну литературу. Света је у Железничкој школи учествовао у формирању извесног броја друштвених, културних и спортских организација.
Након завршетка школе запослио се на железници, где је радио ка службеник. Прво запослење је добио у Словенији, а потом је био премештен у Сремску Митровицу. У овим местима се није дуго задржао, па је био премештен у село Водањ, у близини Смедерева. Ту је радио као отправник возова, али му је ово одговарало јер је био близу куће. Као млади железнички радник прикључио се револуционарном радничком покрету. Због своје политичке опредељености, неколико пута је долазио у сукоб с полицијом, који су у његовој кући често вршили претресе. У време једног претреса, када је жандарм дирнуо Марксов „Капитал“ успео је да му ову књигу отме из руку. Други пут је, у свом селу Сараорци, у очевој кафани, која је била пуна људи, напао познатог љотићевца Радосава Матића званог Беле.
Заједно са братом Тасом и другом Радомиром Радетом Марковићем, Света је веома активно радио на организовању омладине у селу. Да бих се лакше састајали, они су још 1933. године формирали фудбалски клуб САСК. У чланство тада илегалне Комунистичке партије Југославије (КПЈ) примљен је 1939. године.
Априлски рат, 1941. године затекао да је у Бачком Градишту, где је у намери да успори напредовање непријатеља, са групом омладинаца извео диверзију на железничкој станици. После капитулације, половином априла вратио се у родно место. Убрзо је у село из Београда дошао и његов брат Таса, са задатком да врши припреме за организовање устанка. Света се веома активно укључио у те припреме. Маја 1941. године у њиховој кући је формирана прва ћелија КПЈ у Сараорцима, а Света је постао њен члан. Након тога активно су радили на прикупљању оружја, муниције, санитетског материјала и друге војне опреме.
После напада Немачке на Совјетски Савез, 22. јуна 1941, припреме за устанак су убрзане, а већ у јулу је формиран Други шумадијски партизански одред, за чијег је политичког комесара именован Таса Младеновић. У саставу овог одреда била је и Орашка партизанска чета, коју су сачињавали углавном борци из Сараораца. Света и Раде Марковић, тада нису ступили у чету, већ су добили задатак да још неко време остану у селу и организују нову групу бораца. Свој задатак су испунили и у августу са новом групом бораца дошли су у Одред. Света је тада постављен за командира чете.
Света је као радник на железници, добро познавао пругу, објекте и уређаје на њој, па се временом специјализовао за извршавање диверзија на прузи. У близини Јагодине је изазвао велики судар возова са немачким војницима, демолирао је станичне уређаје у селима Марковцу, Багрдану, Милошевцу, Крњеву, Лозовику и другим местима. У Лозовику је заробио немачки транспортни воз са намирницама из Бугарске, које су биле подељене народу.
Његова највећа диверзантска акција била је напад на железничку станицу у селу Велико Орашје, 14. септембра 1941. године. Велика група недићеваца тада је у Великом Орашју чекала воз којим је требало да се пребаци на терен због потере за партизанима. У намери да онемогући ову непријатељску акцију, Света је са својим десетином напао суседну железничку станицу у Милошевцу и пресрео воз. Потом је у њега укрцао своју десетину и телефоном железничарима у Великом Орашју јавио да по недићевце долази воз да их превезе на положај. Када је воз улазио у железничку станицу, недићевци су се постројили на перону, због дочека воза и бржег укрцавања. У тренутку кад су кренули ка вагонима, партизанска десетина је отворила ватру из непосредне близине. Многи недићевци су тада остали на месту мртви, а други су се дали у бекство. На станици је настао општи метеж, што су партизани искористили да униште постројења, укрцају се у воз и крену натраг. Кад су изашли из станице, Света је зауставио композицију, искрцао десетину, ставио локомотиву у погон и са машиновођом искочио. Локомотива је, добијајући све веће убрзање, захуктано јурила и улетела у железничку станицу Велика Плана и зауставила се изгубивши притисак паре. Мисливши да су у локомотиви сакривени партизани, нико од железничких службеника, као и Немаца и недићеваца, који су обезбеђивали железнички станицу дуго није смео да јој приђе.
Света је своју хрaброст, поред диверзантских акција на прузи, испољавао и у оружаним борбама са непријатељем. Током Прве непријатељске офанзиве, у јесен 1941. године, у саставу Другог шумадијског партизанског одреда водио је бробе код села Баничине, Доње Раче, Поповића, Мирашевца, Тополе, Рудника и Ваљева. Крајем новембра, са делом својих снага повукао се у Санџак, одакле је с Орашком партизанском четом био упућен на терен Ваљева, где је око месец дана вршио акције, а затим се вратио у Поморавље.
Фебруара 1942. године, његова чета се заједно са делом Космајског партизанског одреда, налазила терену села Венчана и села Буковика, код Аранђеловца. Не знајући да се Немци, помогнути недићевцима и четницима налазе на овом терену са задатком да га очисте од партизана, његова група је 22. фебруара кренула ка селу Тулежу, где су упали у заседу. Један део групе је кренуо у борбу са четницима, а други са Немцима. Део групе који је напао четнике, имао је успеха у борби и успео је да се извуче из окружења, док је други део који је напао Немце изгинуо.
Света се налазио у групи бораца која је напала Немце. У тешкој борби, непријатељски митраљез му је рафалом одсекао леву руку из рамена. Упркос томе, Света је наставио да се бори, а када је видео да је на издисају, извршио је самоубиство, како не би жив пао непријатељу у руке. У овој борби погинуло је 30 партизанских бораца.
Указом председника ФНРЈ Јосипа Броза Тита 9. октобра 1953. проглашен је за народног хероја.
На месту Светине погибије у селу Тулежу, код Аранђеловца постављен је камени-белег са спомен-плочом, која подсећа на борбу у којој је погинуло 30 партизана. Године 1955. поводом десете годишњице победе над фашизмом, у центру Смедерева постављене су бисте тројице народних хероја — Ивана Стефановића Србе, Миливоја Стојковића Миће и Светомира Младеновића Свете.
Године 1968. у Сараорцима је изграђена нова школска зграда, па је дотадашња основна школа „Вук Караџић“ преименована у „Херој Света Младеновић“. У школском дворишту 1984. године подигнута му је спомен-биста, рад вајара Селимира Јовановића.
Његова породична кућа у Сараорцима је проглашена за споменик културе од великог значаја, а на кући је 1974. године подигнута спомен-плоча у знак сећања на Свету и остале чланове његове породице.
По њему је названа ОШ „Херој Света Младеновић” Сараорци.

## Породица
Читава Светина породица учествовала је Народноослободилачком рату. Његов отац Милан стрељан је 1942. године у логору на Бањици. Његов старији брат књижевник Танасије Таса Младеновић, био је један од организатора устанка у Смедереву и политички комесар Другог шумадијског партизанског одреда, док је његов млађи брат Андрија Андра погинуо 1942. године као борац Орашке партизанске чета. Његова сестра Радмила, која је живела у Београду, била је од окупатора интернирана у родно место где се укључила у НОП, а 1944. године је ступила у Космајски партизански одред. Учеснице рата биле су и — Светина супруга Милена Мићић-Младеновић, која је најпре била борац Орашке чете, а касније курир ПК КПЈ за Србију и прва супруга Светиног брата Тасе — Рада Ђулић-Младеновић, која је погинула у Пријепољу, децембра 1943. године.

## Галерија
- Споменик народним херојима у Смедереву
- Споменик народним херојима у Смедереву
- Орден народног хероја